# Jozef Krnáč
Jozef Krnáč (n. 30 decembrie 1977, Bratislava, Cehoslovacia) este un judocan ce a reprezentat Slovacia, medaliat olimpic. A participat la o ediție a Jocurilor Olimpice (2004) în care a câștigat o medalie de argint.

## Participări
Lista de mai jos prezintă principalele competiții la care a participat Jozef Krnáč de-a lungul carierei.
- judo at the 2004 Summer Olympics – men's 66 kg[*]